# 臭化インジウム(I)
臭化インジウム(I)(Indium(I) bromide)は、インジウムと臭素からなる化合物である。赤色の結晶で、ヨウ化タリウム(I)と同じ歪んだ岩塩型構造を持つ。通常、金属インジウムを臭化インジウム(III)とともに加熱することで合成する。硫黄ランプに用いられる。有機化学では、α, α-のジクロロケトンのカップリングで1-アリル-ブタン-1,4-ジオンを合成する反応を促進する。例えば、ハロゲン化アルキルからハロゲン化アルキルインジウムを得たり、臭化ニッケル錯体からニッケル-インジウム結合を得る酸化付加反応が知られている。水中では不安定で、金属インジウムと臭化インジウム(III)に分解する。臭化インジウム(II)を水に溶解すると、赤い沈殿として臭化インジウム(I)が生成し、急速に分解する。